# Nils Isak Löfgren
Nils Isak Löfgren, född 28 september 1797 i Högsby, död där 7 december 1881, var en svensk präst, fornforskare och konstnär (tecknare). Han utgav de första två häftena av Kalmar stifts herdaminne Tjenstemän vid församlingarne och läroverken uti Kalmar stift, från äldre till närvarande tider vanligen kallat Clerus calmariensis, häfte 1 utkom 1836 och häfte 2 1839. Sista och tredje häftet utgavs av Abraham Ahlqvist 1841.
Han var son till inspektorn på Berga säteri, Nils Daniel Löfgren och hans hustru Gustafva Lundeberg. Löfgren gifte sig år 1832 med Sofia Ulrika Kinth. 

## Forskning
Löfgren blev efter studier i Lund präst och slutade som kyrkoherde i Högsby församling. Han hade starka historiska och antikvariska intressen och bedrev under 1820- och 1830-talen forskning i Kalmar stifts historia och kring de gamla kyrkorna på Smålands ostkust och på Öland. Forskningen resulterade i några böcker samt ett antal artiklar. 

## Konstnärskap
Samtidigt som han bedrev sin forskning mätte han upp kyrkorna och avbildade dem i form av teckningar. Dessa anses ha ett stort kulturhistoriskt intresse eftersom många av kyrkorna revs och ersattes med rymligare och enligt den tiden tidsenligare byggnader. Hans teckningar med kyrkor från Öland användes av Abraham Ahlquist i boken Ölands historia och berskrifing 1822-1827 och några teckningar återfinns i Horace Marryats One year in Sweden 1862 samt i Anna Löfgrens I möte och Handbörd på 1860- och 1870-talen från 1937. Löfgrens betydande samlingar och handskrifter förvärvades efter hans död till största delen av Vitterhetsakademien. Löfgren är representerad vid Kungliga biblioteket med ett antal teckningar och Kalmar konstmuseum.